# Abkürzung

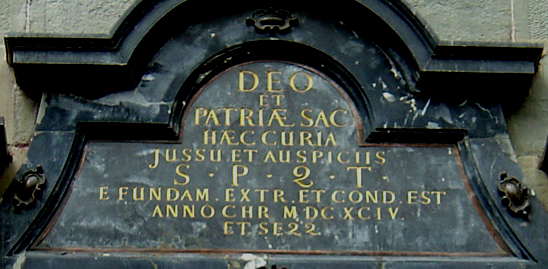
Inschrift des Zürcher Rathauses mit verschiedenen Abkürzungen

Als Abkürzung (abgekürzt: Abk.) wird die gegenüber der ursprünglichen Länge verkürzte Darstellungsform eines Wortes oder einer Wortgruppe bezeichnet.
Das Synonym Abbreviatur wird vor allem mit Bezug auf alte Schriften verwendet, siehe Abbreviatur (Paläographie), sowie für abkürzende Schreibweisen in der Musik, siehe Abbreviatur (Musik).

## Begriff
Unter den Oberbegriff Abkürzung fallen die Worttypen:
- Kurzwort: durch Abkürzen oder Weglassen von Wortteilen entstandenes Wort.
  - Akronym: aus Buchstaben mehrerer Wörter oder mehrerer Wortteile entstandenes Wort, das als eigenes Wort ausgesprochen werden kann.
  - Initialwort: aus den Anfangsbuchstaben mehrerer Wörter gebildetes Wort.
  - Silbenwort: wie zum Beispiel Kripo oder BUGA.
- Buchstabenkette: als Wort nicht aussprechbare Buchstabenreihe.
- Kürzel: eine festgelegte Buchstabenfolge als Kennzeichnung, zum Beispiel Wertpapierkürzel und eine Vielzahl von Codes; in der Stenografie ist ein Kürzel eine feststehende und stark gekürzte Abkürzung, meistens in Form eines Schriftzeichens

Was man abkürzt, ist auch gesellschaftlich bedingt. So erscheinen Abkürzungen wie AB für Anrufbeantworter oder HP für Homepage als regional, national oder durch die Textsorte begrenzt. Daneben gibt es Abkürzungen, die nur in einem bestimmten Umfeld verwendet werden, wie zum Beispiel in Kleinanzeigen oder nicht mit dem vollen Namen gekennzeichneten Artikeln in Zeitungen oder in einem Fachgebiet. Abkürzungen sind Schreib- und Leseerleichterungen, sie dienen der schnelleren und konzentrierteren Kommunikation. Außerdem dienen Abkürzungen auch der Platzersparnis (z. B. in gedruckten Lexika). Im nicht-sprachlichen Kontext beschreibt das Wort Abkürzung auch einen abkürzenden Weg.
Das Wort „Abkürzung“ wird durch die Abkürzung „Abk.“ abgekürzt. Abkürzungen entstehen im regulären Sprachgebrauch in der geschriebenen Sprache und finden manchmal Aufnahme in die Umgangssprache (zum Beispiel NATO, EU, UNO). In Fachsprachen ersetzen Abkürzungen oft einen Großteil der Begriffe und entstehen teilweise aus der Verkürzung gesprochener Fachbegriffe.

## Geschichte der Abkürzung

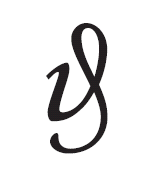
Die Abbreviatur Deleatur, mit der man noch heute Zeichen oder Textstellen markiert, die gestrichen werden sollen

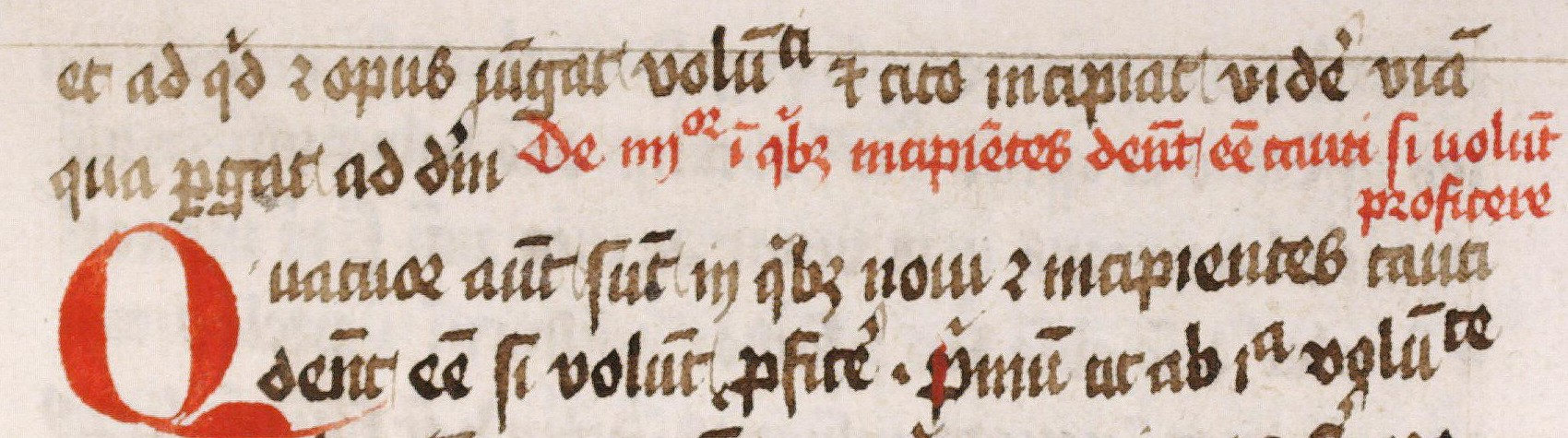
Lateinische Handschrift des 15. Jahrhunderts mit Abkürzungen

Schon die antiken Inschriften waren reich an Abkürzungen. In der römischen Epigrafik wurden Wörter oft auf den ersten Buchstaben verkürzt. Ein doppelter Buchstabe zeigte den Plural an. Tiro, der Sekretär Ciceros, entwickelte eine eigene Kurzschrift, die tironischen Noten. In Büchern wurden Kürzungen zurückhaltender gebraucht. Ein kleiner hochgestellter Strich für ein ausgefallenes abschließendes M und strichpunktartige Zeichen an B (für -BUS) und Q (für -QUE) waren die einzigen verbreiteten Abkürzungen. Bereits im 2. Jahrhundert n. Chr. werden Abkürzungen für Nomina sacra (heilige Namen) verwendet, zum Beispiel ds für deus. Vor allem in juristischen Texten werden bis zum 6. Jahrhundert diverse Kurzschreibweisen gebraucht – eine Inflation, der 535 durch ein formelles Verbot dieser sogenannten notae iuris begegnet wird.
Die Konventionen für Abbreviaturen in mittelalterlichen Handschriften verkürzen ebenfalls gebräuchliche Nomina sacra, führen einige der „tironischen Noten“ fort und erweitern den Gebrauch der Abkürzungen. Bekannt ist etwa der übergeschriebene Strich, der sich als Verdoppelungszeichen von m in der deutschen Kurrentschrift noch bis ins 20. Jahrhundert gehalten hat. Manche Kurzschreibweisen wurden nur von einzelnen oder wenigen Schreibern gebraucht.
Besonders reich wurde das Abkürzungssystem mit dem hohen Bücherbedarf in den spätmittelalterlichen Universitäten. Die nach dem Vorbild spätmittelalterlicher Manuskripte gegossenen Typensätze der Frühdrucke umfassen gleichfalls noch viele Abkürzungszeichen. Mit der allgemeinen Verfügbarkeit des billigeren Beschreib- und Druckstoffes Papier ging der Gebrauch von Abkürzungen in der Frühen Neuzeit zurück.
Außer diesen eher technischen Abkürzungen waren Abkürzungen mit Initialen im gesellschaftlichen oder politischen Leben selten. Den Verein zur Abwehr des Antisemitismus nannte man kurz den Abwehr-Verein, die Nationalliberale Partei nicht etwa NLP, sondern Nat. Lib. Noch Konrad Adenauer, geboren 1876, kürzte in seinen Aufzeichnungen die FDP mit Dem. und die SPD mit Soz. Dem. ab. Wohl war es gängig, Vornamen abzukürzen, die man wegen der geringen Auswahl oft leicht entschlüsseln konnte: Frd. für Friedrich, Joh. für Johann usw.
Im 20. Jahrhundert kam es zu einer Fülle von Abkürzungen, was bereits den Zeitgenossen auffiel. Gerade bürokratische Großorganisationen (UNO, SED-Staat, öffentliche Verwaltungen allgemein, Militär, Großunternehmen etc.) haben oder hatten umfangreiche Abkürzungssysteme in Gebrauch. Da die Berichte der Stasi nicht jeder so einfach lesen sollte, verwendete sie bis zu 2600 Abkürzungen. Auch gibt es in einzelnen Nationalsprachen und politischen Systemen Vorlieben für Abkürzungen, z. B. in der russischen Sprache, denn russische Wörter und offizielle Bezeichnungen sind dort in der ungekürzten Form oft sehr lang. Abkürzungen setzen, wie Schriftsprache auch, Konventionssysteme voraus, damit sie von der sie betreffenden Gruppe verstanden werden.

## Schreibweise und Aussprache nach der Rechtschreibreform 1996/2004/2006
Ob eine Abkürzung mit oder ohne Punkt geschrieben wird, hängt im Grundsatz davon ab, ob sie auch abgekürzt ausgesprochen wird. Aktuelle Regeln und Empfehlungen zur Rechtschreibung finden sich beispielsweise in den Neuerungen der deutschen Rechtschreibreform von 1996 und in der DIN 5008.

### Abkürzungen ohne Punkt und Leerzeichen
Wird eine Abkürzung als Folge einzelner Buchstaben gesprochen, so wird sie im Allgemeinen ohne Punkt und stets ohne Leerzeichen geschrieben.
- Beispiele: ARD, GmbH, StGB, StVO, UdSSR, UNHCR

Maßeinheiten werden als Wort gesprochen, aber dennoch ohne Punkt abgekürzt (Man beachte aber das Leerzeichen zwischen Maßzahl und Einheit, um die Lesbarkeit zu verbessern). Bei diesem Leerzeichen sollte es sich nach Möglichkeit um ein schmales, geschütztes Leerzeichen handeln (narrow non-breaking space), um einen Zeilenumbruch an der Stelle zu verhindern.
- Beispiel: 10 m (gesprochen „10 Meter“)[2]

Bei der deutschen Bundeswehr, im österreichischen Bundesheer, in der Schweizer Armee und im Zivil- und Katastrophenschutz werden Verfassungsorgane, Ränge, Waffen und Fahrzeuge häufig ohne Punkt abgekürzt.
- Beispiele (Schweiz): Lt (Leutnant), Flösch (Feuerlöscher), Hptm (Hauptmann), Stgw (Sturmgewehr, in Österreich jedoch: StG), Spz (Schützenpanzer) …

Bei Bahnhofsnamen wird der Zusatz in Klammern (im Beispiel: (Westf)) und die Abkürzung der Bahnhofsart (im Beispiel: Hbf) ohne Punkt geschrieben.
- Beispiele: Münster (Westf) Hbf, Brake (b Bielefeld), Herborn (Dillkr)

In Österreich darf „zum Beispiel“ auch ohne Punkte und Leerzeichen als „zB“ abgekürzt werden.

### Abkürzungen mit Punkt
Abkürzungen, die nicht abgekürzt ausgesprochen werden, werden grundsätzlich mit Punkten abgekürzt, zum Beispiel „Dr.“ für Doktor.

#### Mehrteilige Abkürzungen
Wenn die Abkürzung mehrteilig ist, stehen im deutschen Sprachraum schmale Leerzeichen zwischen den Bestandteilen, „z. B.“, „d. h.“, „i. d. R.“, „ges. gesch.“, anders als beispielsweise im Englischen („e.g.“, „a.m.“).
Ausnahmen stellen das verbreitete „usw.“ dar, das sich anstelle des eigentlich korrekten „u. s. w.“ als Abkürzung für „und so weiter“ durchgesetzt hat, ebenso die lateinische Variante „etc.“ bzw. „&c.“ für „et cetera“ sowie der Steigerungsform „etc. pp.“ für „et cetera perge perge“. Weitere Ausnahmen bilden „svw.“ für „so viel wie“ und (insbesondere in der Logik) „gdw.“ für „genau dann, wenn“.
Zeilenumbrüche innerhalb dieser Abkürzungen sollten vermieden werden. In Textverarbeitungen lässt sich dies durch ein geschütztes Leerzeichen oder das Weglassen eines Leerzeichens realisieren. Falls verfügbar, sollte ein schmalerer Zwischenraum als der zwischen normalen Wörtern verwendete gesetzt werden – ein schmales Leerzeichen, das ebenfalls einen Zeilenumbruch an dieser Stelle verhindert. In HTML lautet der Code für ein geschütztes Leerzeichen &nbsp;, für ein schmales geschütztes Leerzeichen &#8239; (dezimal) oder &#x202f; (hexadezimal). Statt z. B. für „z. B.“ oder z. B. für „z. B.“ kann man in HTML also z.&#x202f;B. für „z. B.“ schreiben.
Die Abkürzungsweise mit Punkten, aber ohne Leerzeichen, wird jedoch häufig verwendet. In den Rechtschreibregeln im Duden ist diese Schreibweise nicht zu finden.

#### Am Ende eines Satzes
Der letzte Punkt einer Abkürzung wird mit dem Punkt am Ende eines Satzes verschmolzen. Der letzte Punkt einer Abkürzung verschmilzt jedoch nicht mit anderen Satzzeichen als dem Punkt.
Beispiele:
- Ein Regenbogen enthält die Farben Blau, Violett, Rot usw. Dies sind die Spektralfarben.
- Spektralfarben sind die Farben Blau, Violett, Rot usw.!

### Kleingeschriebene Abkürzungen
Insbesondere bei lateinischen Ausdrücken, die abgekürzt werden, wird mit Punkt abgekürzt, obwohl die Abkürzungen oft auch abgekürzt gesprochen werden. Sie werden meist kleingeschrieben und wären daher ohne Punkte nicht ohne Weiteres als Abkürzungen erkennbar.
- Beispiele: c. t., s. t. (s. akademische Zeitangabe)

### Mischen von Abkürzungsweisen
Auch die Kombination von Abkürzungen mit und ohne Punkt ist ohne Weiteres möglich.
- Beispiele: Gebäudereinigungsges. mbH

### Pluralbildung und Deklination
Die Deklination von Abkürzungen ist eher unüblich, aber grundsätzlich möglich. Bei Abkürzungen mit Punkt wird unterschieden: Enden sie (undekliniert) mit dem letzten Buchstaben der Vollform (z. B. Hr.), so wird die Deklinationsendung unmittelbar angehängt (z. B. Hrn. (= Herrn)), ansonsten wird die Endung hinter dem Punkt angefügt (Jh. wird z. B. zu Jh.e (= Jahrhunderte)), bei Abkürzungen ohne Punkt wird die Endung schlicht angehängt (z. B. des BHs). Dieselben Regeln gelten für die Bildung der weiblichen Form (z. B. Prof.in (= Professorin)).
Der Plural von Abkürzungen wird auch heute noch gelegentlich durch eine Buchstabenverdopplung ausgedrückt (z. B. Jgg. (= Jahrgänge), ff. (= folgende)). Im Übrigen wird der Plural, sofern die Abkürzung nicht unverändert verwendet wird, immer durch ein angehängtes s gebildet (z. B. CDs), selbst wenn die Vollform eine andere Pluralendung hat (z. B. AGs, PKWs). Ausnahmen bilden nur wenige (meist fachsprachliche) Abkürzungen, die nie in der gesprochenen Sprache verwendet werden (z. B. RAe (= Rechtsanwälte)). Gerade bei weiblichen Abkürzungen empfiehlt sich die Verwendung des Plural-s, um Verwechslungen mit dem Singular vorzubeugen (z. B. die GmbH/GmbHs).

### Schreibstil
Übermäßiger Gebrauch von Abkürzungen in normalen Lesetexten (im Unterschied zu Fach- oder Referenztexten) gilt als schlechter Schreibstil. Zum besseren Verständnis sollten Autoren die ausgeschriebenen Begriffe verwenden. Stehen Abkürzungen für Floskeln wie „u. a.“ oder für Füllwörter, lassen sich diese bei eleganter Formulierung vermeiden.

## Abkürzungen in einzelnen Fachgebieten

### Abkürzungen im Funkverkehr
Im Funkverkehr und Amateurfunk werden besonders häufig Abkürzungen und Codes verwendet.

### Abkürzungen im juristischen Bereich
Allgemein üblich werden bei Gesetzen, Verordnungen und Ähnlichem, um Platz und damit Seiten einzusparen, Abkürzungen ohne Punkt und Leerzeichen und häufig auch mit Binnenversalien geschrieben:
- Beispiele: UStG (Umsatzsteuergesetz), aber BGBl. (Bundesgesetzblatt)

Bei einigen Gesetzeskommentaren, zum Beispiel im Grüneberg (vormals Palandt), wird dieses Verfahren radikal erweitert:
- Beispiele: DarlN (für Darlehensnehmer), ZusHang (für Zusammenhang), NebenBest (für Nebenbestimmung).

Diese Abkürzungsweise dient den besonderen Erfordernissen dieser Werke. Die 79. Auflage des Palandt hat bereits einen Umfang von rund 3400 Seiten im Dünndruck und liegt an der Grenze der Handhabbarkeit.
Einige dieser Abkürzungen werden auch außerhalb der Kommentare im juristischen Alltag benutzt. Beispielsweise: iSd (im Sinne des), hM (herrschende Meinung), aA (anderer Ansicht).

### Abkürzungen in der Dokumentation
Spezielle Lexika und Handbücher haben eigene Abkürzungssysteme, um Platz zu sparen und die Übersicht zu fördern. Es ist üblich, solche nicht allgemein gebräuchliche Abkürzungen meist am Ende oder am Anfang des Buches mit Hilfe eines Abkürzungsverzeichnisses zu erläutern.